# Alakbar Mammadov
Alakbar Mammadov   (Bakú, 9 de maig de 1930 - Bakú, 28 de juliol de 2014) fou un futbolista azerbaidjanès de la dècada de 1950.
Fou 4 cops internacional amb la selecció soviètica.
Pel que fa a clubs, defensà els colors de PFC Neftchi Baku durant 12 anys. També jugà al Dynamo de Moscou.